# Конвой H-27
Конвой H-27 — японський конвой часів Другої світової війни, проведення якого відбувалось у травні — червні 1944-го.
H-27 належав до серії конвоїв, які в 1943—1944 роках ходили між важливим транспортним хабом у Манілі та островом Хальмахера зі складу Молуккського архіпелагу (північний схід Нідерландської Ост-Індії), який, зокрема, відігравав важливу роль у постачанні японських сил на заході Нової Гвінеї.
До складу конвою увійшли транспорти «Сінно-Мару» (Shinno Maru), «Кохоку-Мару», «Косєй-Мару», «Муроран-Мару», «Широганесан-Мару», (Shiroganesan Maru), «Тайю-Мару» (Taiyu Maru), «Тейю-Мару» (Teiyu Maru), «Джузан-Мару» та «Кошу-Мару № 1». Охорону забезпечували есмінець «Цуга», патрульні кораблі PB-102 та PB-104, мисливець за підводними човнами CH-38 та переобладнаний сітьовий загороджувач «Корей-Мару» (Korei Maru).
28 травня 1944-го загін вийшов з Маніли. Зазвичай конвої серії «H» ішли напряму через північно-східну частину моря Сулавесі, проте у випадку Н-27 вирішили обрати більш західний маршрут і 3—4 (за іншими даними 3—7) червня загін побував на якірній стоянці біля островів Бангка (північно-східне завершення острова Сулавесі).
Хоча маршрут конвою пролягав через кілька районів, де традиційно патрулювали ворожі підводні човни, цього разу операція пройшла без інцидентів і 8 червня японський загін досягнув затоки Кау на острові Хальмахера.